# Benito Nazar
Benito Nazar (Buenos Aires, 12 de mayo de 1801 - 16 de septiembre de 1886), militar argentino que participó en las guerras civiles de su país y en la Guerra del Brasil como oficial del arma de artillería.

## Biografía
José Benito Nazar La Palma conocido como Benito Nazar. Era hermano menor de Joaquín Nazar. En 1812 se unió al Regimiento de Artillería de Buenos Aires, y estudió en la Academia de Matemáticas, paso necesario para progresar como oficial de artillería.
Su padre fue José Prudencio de Nazar Pérez de las Casas nacido en Nájera (La Rioja, España) y su madre Micaela de la Palma Monje nacida en Santa Fe.
En 1815 participó como oficial de artillería en la breve resistencia que el Director Supremo Alvear opuso a la revolución que terminaría por derrocarlo. Tres años más tarde hizo una de las campañas contra los federales de la provincia de Santa Fe, y en 1820 participó en los hechos de la anarquía, como oficial leal al general Soler.
Tres años más tarde participó en la última de las campañas de Martín Rodríguez al sur de la provincia, como secretario del coronel Ambrosio Crámer.
En 1825 organizó una batería de artillería móvil, que transportó a la Banda Oriental, y al frente de la cual participó en la Guerra del Brasil. Combatió en la batalla de Ituzaingó a órdenes del general Iriarte, jefe de la artillería argentina, y fue ascendido al grado de teniente coronel en el campo de batalla.
Durante la guerra civil que siguió a la revolución de diciembre de 1828, fue edecán del gobernador sustituto Guillermo Brown y comandante del parque de artillería durante el sitio a Buenos Aires impuesto por Juan Manuel de Rosas. Más tarde apoyó al gobernador Juan Ramón Balcarce, que lo ascendió al grado de coronel. Debido a que tomó partido por Balcarce durante la Revolución de los Restauradores, fue dado de baja en 1835 por orden del gobernador Rosas.
Perseguido por la Mazorca, sufrió varios períodos de arresto domiciliario, pero por influencia del general Tomás Guido no conoció la prisión, ni tampoco fue obligado a emigrar.
Apoyó la revolución del 11 de septiembre de 1852 y participó en la defensa contra el sitio de Buenos Aires, como jefe del Regimiento de Artillería Número 1.
En 1858 fue diputado en el Estado de Buenos Aires.
Fue el jefe de la artillería porteña en la batalla de Cepeda, y poco después fue ministro de Guerra y Marina del gabinete del gobernador interino Felipe Llavallol. Fue nuevamente jefe de la artillería porteña en la batalla de Pavón, por lo que algún tiempo después fue ascendido al grado de general de brigada. Tuvo a su cargo la artillería de tierra y fluvial de Rosario. Más tarde fue comandante de armas de la provincia de Buenos Aires.
Se retiró del ejército en 1863. Dos años más tarde se presentó como voluntario para reincorporarse al Ejército Argentino durante la Guerra del Paraguay, pero su solicitud fue denegada. Fue inspector general de armas de la Nación y senador provincial por el partido de Bartolomé Mitre. Curiosamente, en 1874 le tocó formar parte del consejo de guerra que juzgó a Mitre por su revolución de ese año. Más tarde fue ascendido al grado de general de división.
Falleció en Buenos Aires en septiembre de 1886.
Se casó con Dorotea Yaniz Zemborain y tuvieron 12 hijos: Martín Domitilio Nazar Yaniz, María Águeda Nazar Yaniz, María Josefa Nazar Yaniz,Rómulo Nazar Yaniz, Benjamín José Nazar Yaniz, Sofía Mercedes Nazar Yaniz, Sofía Mercedes Nazar Yaniz, Miguel Nazar Yaniz, Dolores Inés Nazar Yaniz, Mercedes Josefa Nazar Yaniz, María Pilar Nazar Yaniz, Inés Nazar Yaniz. Su hijo Benjamín José casaría con Mercedes de Anchorena Aguirre perteneciente a la familia Anchorena, una de las familias más tradicionales de Buenos Aires. Su nieto fue Benito Alberto Nazar Anchorena integrante de la Corte Suprema de la Nación.

## Recordatorio
La plaza Benito Nazar en el barrio de Villa Crespo recuerda su nombre, como también un Colegio y una Asociación barrial, Asociación Benito Nazar.
Por la generosa donación del Señor Don Miguel Nazar con la cooperación de sus hermanas, las Srtas. Águeda Nazar y María Inés Nazar se estableció el Colegio Benito Nazar. Con el espíritu de perpetuar la memoria de su ilustre padre y meritorio guerrero de la Independencia nacional se bautizó el Colegio que mantiene su nombre a la fecha. El Colegio Benito Nazar se ubica en la esquina de la avenida Estado de Israel y la calle Palestina .